# Голча (гміна)
Гміна Голча (пол. Gmina Gołcza) — сільська гміна у південній Польщі. Належить до Меховського повіту Малопольського воєводства.
Станом на 31 грудня 2011 у гміні проживало 6244 особи.

## Площа
Згідно з даними за 2007 рік площа гміни становила 90.27 км², у тому числі:
- орні землі: 87.00%
- ліси: 7.00%

Таким чином, площа гміни становить 13.34% площі повіту.

## Населення
Станом на 31 грудня 2011:
| Опис     | Загалом | Загалом | Чоловіки | Чоловіки | Жінки | Жінки |
| -------- | ------- | ------- | -------- | -------- | ----- | ----- |
| одиниця  | осіб    | %       | осіб     | %        | осіб  | %     |
| все      | 6244    | 100     | 3140     | 50.29    | 3104  | 49.71 |
| міське   | 0       | 100     | 0        |          | 0     |       |
| сільське | 6244    | 100     | 3140     | 50.29    | 3104  | 49.71 |

## Сусідні гміни
Гміна Голча межує з такими гмінами: Вольбром, Івановіце, Мехув, Скала, Сломники, Тшицьонж, Харшниця.